# Команлы
Команлы (азерб. Komanlı) — село в Джалилабадском районе Азербайджана. 

## География
Расположено у северного склона хребта Буровар, на правом берегу реки Пирсачай в 20 км к югу от районного центра города Джалилабада.

## Этимология
Название села восходит к тюркам-куманам. В XIX веке в регионе фиксировались и другие схожие топонимы.

## История
По данным середины XIX века деревня Команлу была населена «татарами»-шиитами, под которыми подразумевались азербайджанцы-шииты, разговаривавшие на азербайджанском (в источнике «татарском») языке.
В списках населённых мест Бакинской губернии от 1870 года, составленных по сведениям камерального описания губернии с 1859 по 1864 гг., упоминаются две деревни с названием Куманлу, одна при реке Языгран-чай с 7 дворами и с населением 61 человек а другая при реке Гёк-тапа с 22 дворами и с населением 158 человек. Народность и вероисповедание жителей — азербайджанцы-шииты, указанные как «татары»-шииты.

## Население
По материалам посемейных списков на 1886 год, в селе Куманлу Ленкоранского уезда насчитывалось 26 дымов  и 221 житель. Национальность жителей обозначалась как азербайджанцы (в источнике записаны «татарами»). Религиозная принадлежность — мусульмане-шииты.
В начале 1980-х годов численность населения Команлы составляла 1646 человек. В селе были развиты животноводство и виноградарство.
Имелись средняя школа, клуб, библиотека, медицинский пункт, узел связи.